# Médecine d'urgence

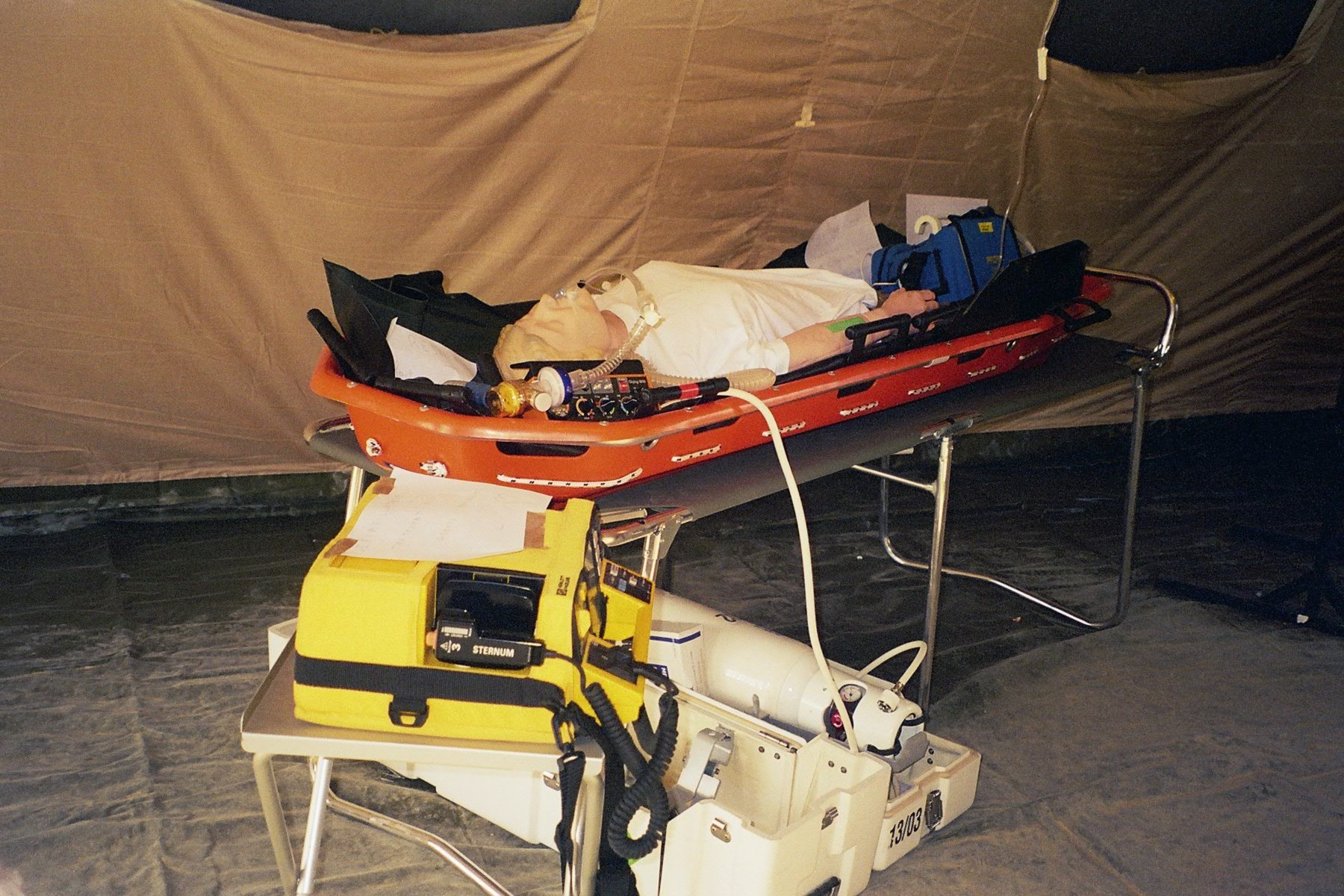
Hôpital de campagne avec mannequin de formation haute fidélité).

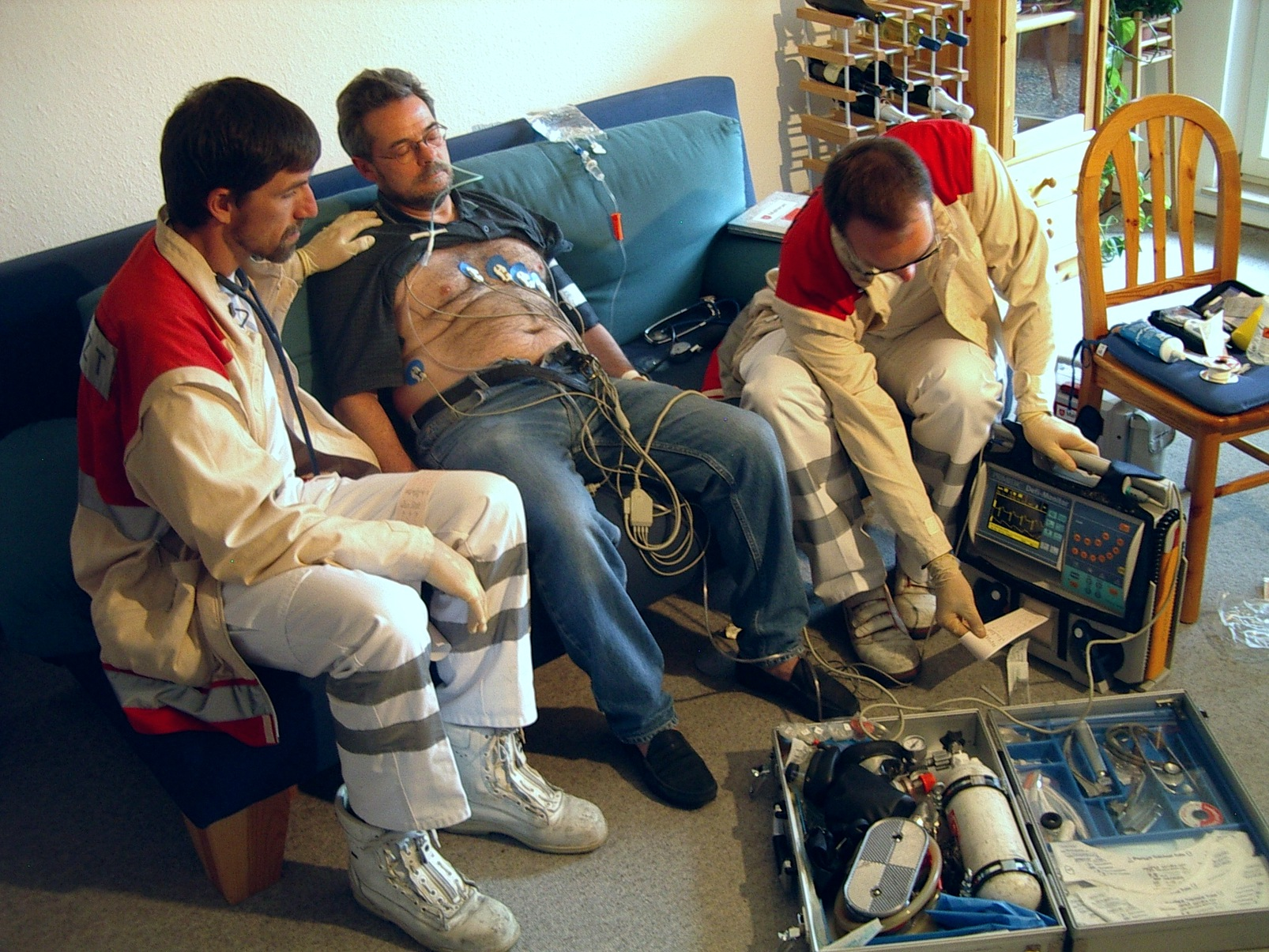
Soins d'urgence au domicile.

La médecine d'urgence rassemble les ressources médicales et chirurgicales pour faire face à une urgence, c'est-à-dire la perception d'une situation où la personne sans soins empire rapidement, exposée au risque à bref délai de séquelles irréversibles ou du décès. Lorsque le nombre de victimes est important et/ou que les infrastructures locales sont touchées (routes, hôpitaux…), on parle de médecine de catastrophe.
La notion de « bref délai » est très relative ; dans les cas aigus, on ne dispose que de quelques minutes pour réagir, mais de manière générale en France, on considère comme relevant de l'urgence un risque à 6 ou 12 h. Au Canada et aux États-Unis, on utilise plutôt une définition centrée sur le besoin du patient : ainsi, est définie comme une urgence toute perception d'une situation urgente par une personne, pouvant risquer de mettre en danger sa survie ou la survie d'un membre.
De telles situations peuvent survenir dans une structure hospitalière (le patient peut être déjà hospitalisé et son état se complique), à domicile, sur la voie publique ou dans un lieu public ou privé (malaise, maladie, accident domestique, accident sur la voie publique, accident de travail).

## Transversalité de la spécialité

Moniteur-défibrillateur semi-automatique

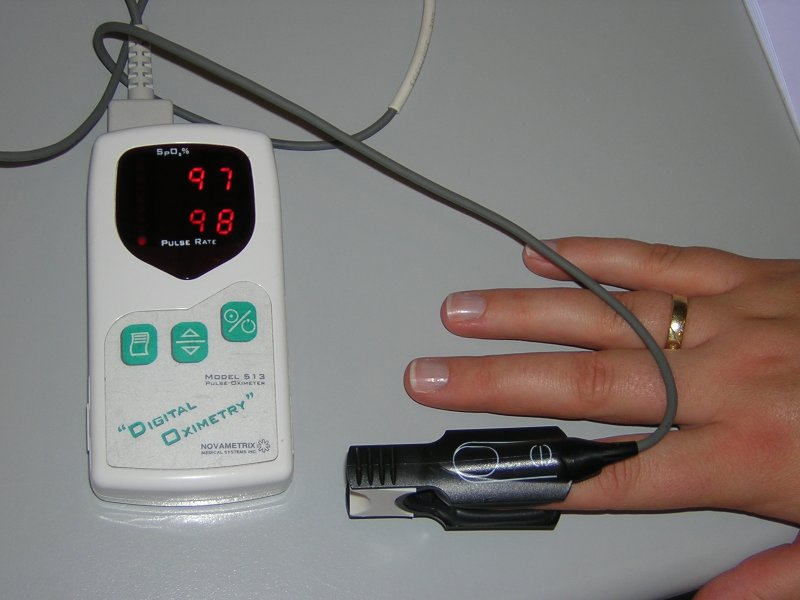
Oxymètre pour prise du pouls et mesure de la saturation en oxygène du sang artériel.

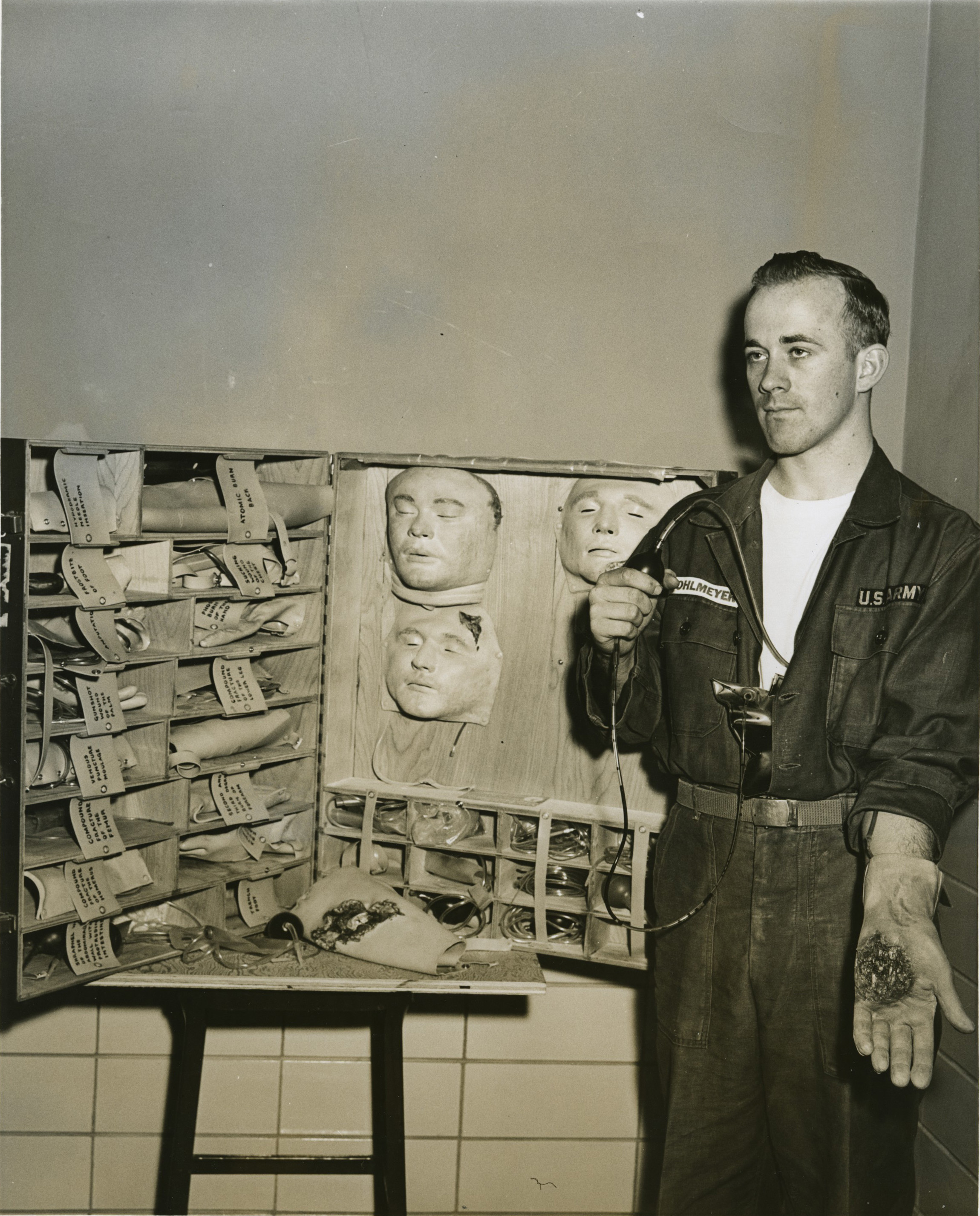
En 1958, un formateur dispose d'un kit portable pour préparer les médecins et secouristes à la gestion de catastrophe, et à la gestion de pertes massives. Des moulages réalistes imitent presque tous les types des blessures induites par le combat armé ou une explosion nucléaire. Sur la photo, le formateur montre une poche de sang permettant de simuler une hémorragie (veineuse ou artérielle selon la pression exercée sur la poche). Une pression au bon endroit fait cesser l'écoulement ou les giclées de sang. Des responsables militaires et civils de tous les États-Unis ont ainsi été formés.

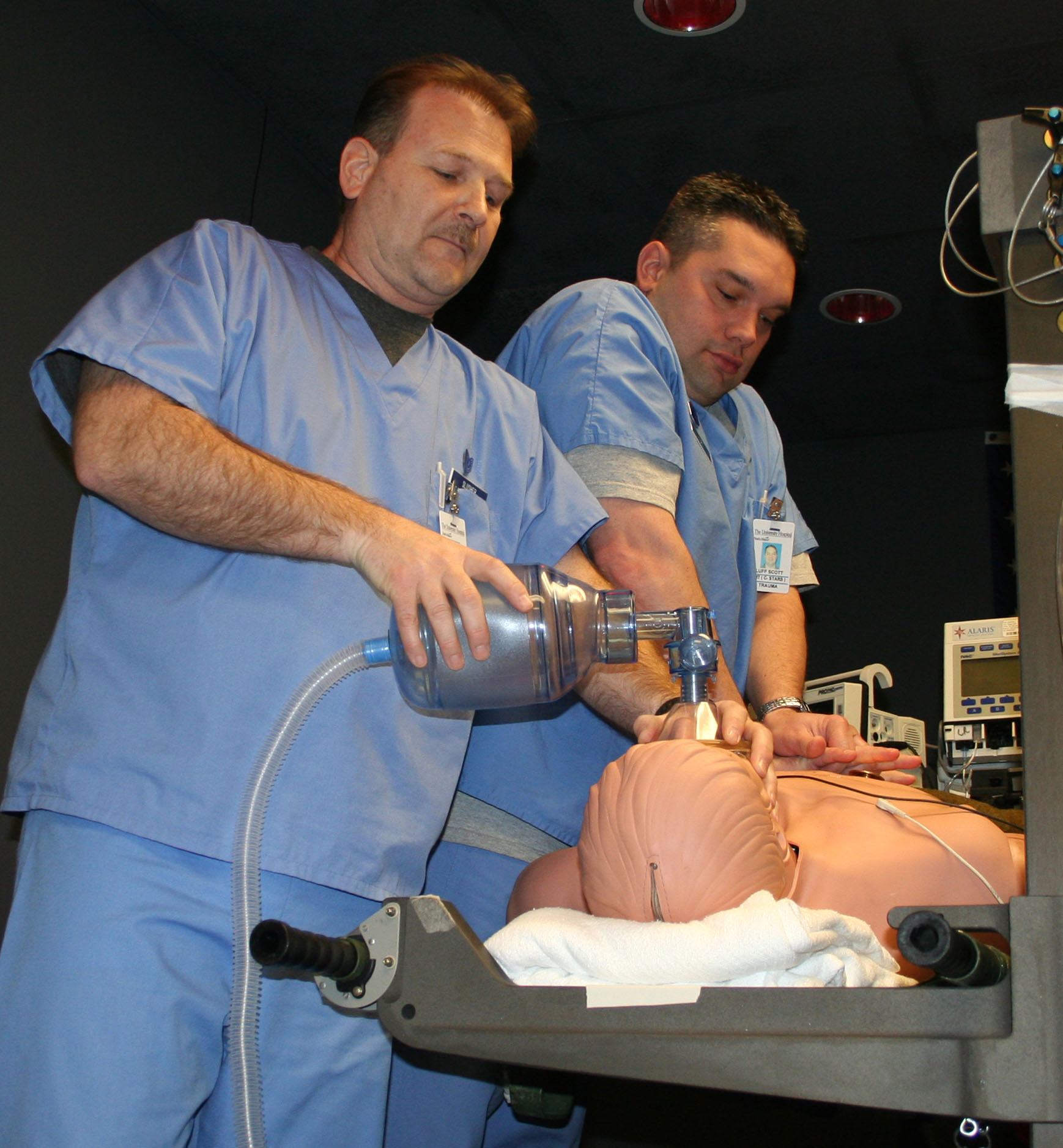
Formation militaire en réanimation, sur un mannequin.

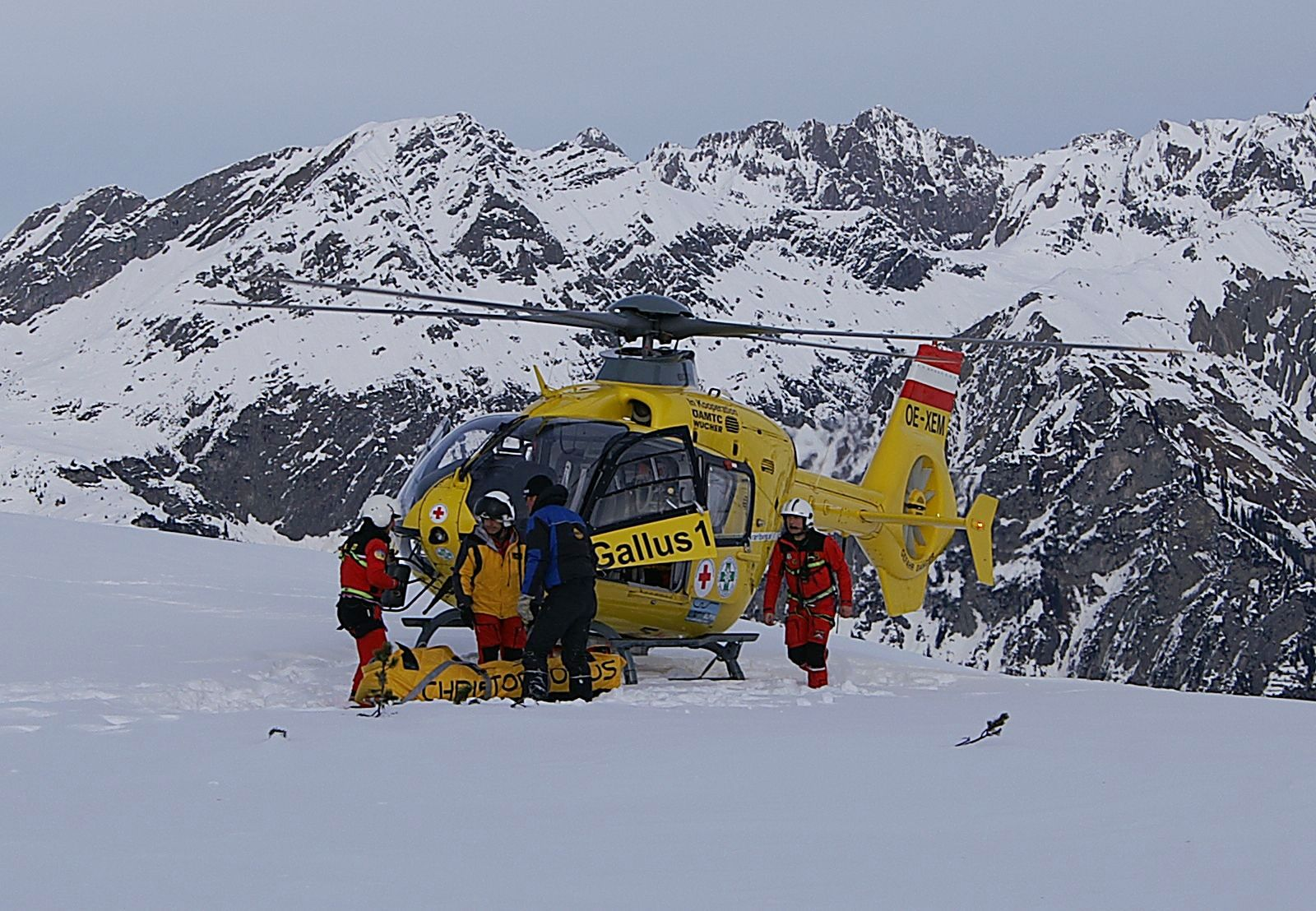
Malgré des capacités médicales embarquées limitées, l'hélicoptère est le mode de transport préféré des urgentistes surtout en terrain accidenté.

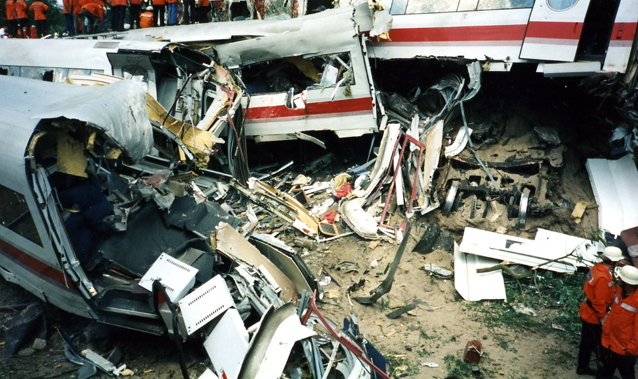
Le secouriste doit s'adapter en temps réel à la complexité de chaque situation.

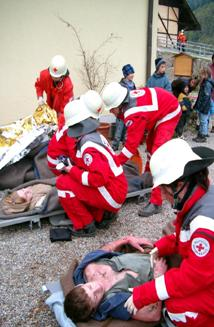
Unité d'urgence

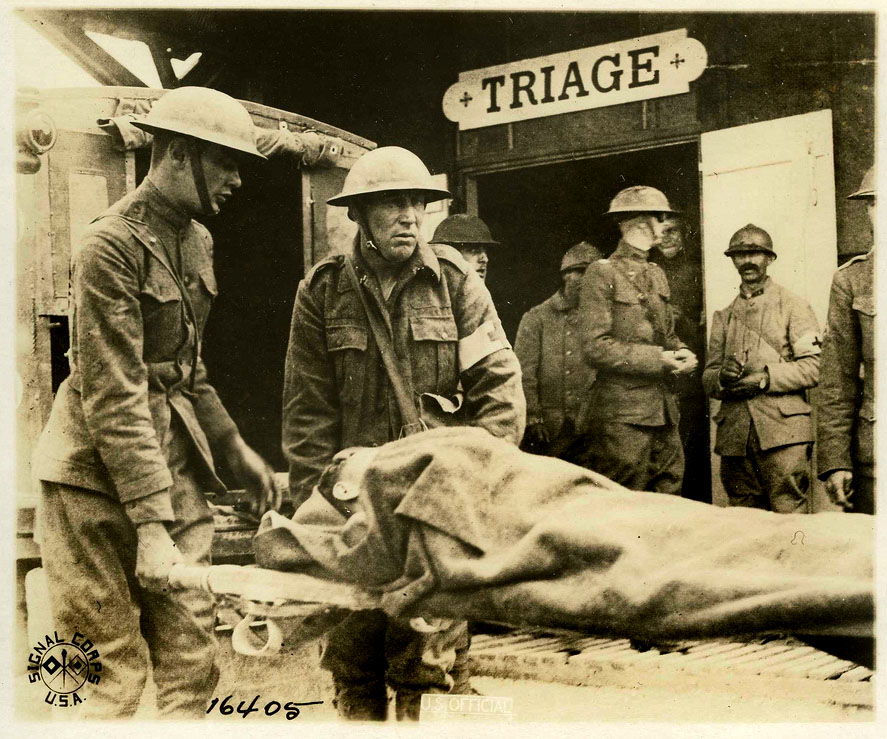
La médecine militaire a mis au point les premiers critères de triage médical. Ici, les blessés et malades arrivant à l’hôpital militaire de campagne de Suippes (France, Première Guerre mondiale) sont orientés vers le triage. En cas d'afflux massif, ceux qui ont le plus de chance d'être sauvés sont traités en priorité par les chirurgiens, médecins et infirmiers. Les cas moins graves ou trop graves sont mis en attente.

Outre la médecine générale, les compétences spécifiques mises en œuvre dans le cadre de la médecine d'urgence sont :
- l'anesthésie-réanimation : un certain nombre de problèmes peuvent survenir sous anesthésie (notamment du fait de l'anesthésie), par exemple lors d'une opération ou d'un examen médical ; mais le traitement de l'urgence fait aussi fréquemment appel à l'anesthésie (pour permettre des soins douloureux ou provoquant des réflexes de rejet) et à la réanimation (maintien et restauration des fonctions vitales)
- la traumatologie : de nombreux accidents provoquent des traumatismes : fractures, luxations, entorses, blessures, brûlures, noyades...
- la toxicologie : de nombreuses situations résultent d'intoxications accidentelles ou volontaires (tentative de suicide, d'assassinat, toxicomanie) : intoxications alimentaires, par émanation de gaz, médicamenteuse, par stupéfiants, alcoolique, empoisonnement...
- la psychiatrie : de nombreuses situations se produisent où la pathologie mentale peut avoir des conséquences graves immédiates pour la vie des uns et des autres : passages à l'acte divers, violences, suicides, meurtres, violences collectives, problèmes parfois liés à la protection des mineurs, des handicapés et des marginaux. La mise en place d'un SAMU social est aussi une tentative de réponse.

Outre les notions purement médicales, la médecine d'urgence nécessite de la logistique (avoir le bon équipement et le bon personnel au bon moment et au bon endroit) et de la coopération avec d'autres structures, soit qui seront destinées à accueillir le patient, soit qui peuvent conseiller l'urgentiste dans sa démarche. Cela peut faire intervenir des notions de télémédecine (transmission des données sur le patient, éventuellement des paramètres vitaux et d'images, télédiagnostic).
La médecine de catastrophe est une branche de la médecine d'urgence qui concerne les accidents ou catastrophes impliquant un nombre massif de victimes : accident de train, tremblement de terre, attentat... La catastrophe se définit par l'inadéquation des besoins de secours et des moyens disponibles (moyens dépassés). Elle nécessite une organisation et une « doctrine » différente de la médecine d'urgence habituelle.
Le terme « oxyologie » semble avoir été utilisé pour la première fois par Gabor en 1970 ; il s'agit donc d'un néologisme, formé à partir des racines grecques oxus, aigu et logos, la science (à rapprocher du terme « médecine aiguë » utilisé en Belgique). Il n'est pas utilisé au Canada ou aux États-Unis dans ce sens.

## Urgence réelle ou urgence ressentie?
En médecine, on classe typiquement les urgences en quatre catégories[réf. souhaitée] :
- urgence vitale : pathologie mettant en jeu le pronostic vital immédiatement, urgence absolue ou extrême urgence ;
- urgence vraie : pathologie aiguë grave menaçant le pronostic vital ;
- urgence relative : pathologie subaiguë ne mettant pas en jeu le pronostic vital ;
- urgence différée : pathologie pouvant être soignée avec délai.

Bien qu'elles soient souvent liées, urgence et gravité sont deux notions distinctes. Un cancer est a priori une maladie grave mais généralement pas une urgence, sauf en cas de complication aiguë. À l'inverse une douleur aiguë n'est pas toujours grave, car le problème sous-jacent ne menace pas forcément la vie ou la santé de la personne qui souffre, mais son traitement est d'autant plus urgent que la douleur est intense.
La perception de l'urgence par le public n'est pas la même que celle des personnels médicaux et paramédicaux. Pour une personne ne disposant pas de connaissances médicales, toute anomalie inopinée et soudaine peut faire craindre pour la vie ou l'intégrité physique, et à ce titre est susceptible de constituer une « urgence ». En fait, certaines manifestations impressionnantes sont bénignes, tandis que d'autres qui peuvent passer inaperçues devraient au contraire alarmer : c'est ainsi que les consultations aux urgences pour des problèmes bénins sont fréquentes, alors que certains signes d'infarctus du myocarde ou d'AVC sont malheureusement souvent négligés.
Les structures médicales ainsi que les médecins et paramédicaux libéraux jouent un rôle essentiel de conseil et d'orientation des patients, en particulier dans les situations d'urgence suspectée ou avérée. En France, ce sont les SAMU qui assurent la régulation de toutes les demandes non programmées de conseils et de soins médicaux par l'intermédiaire du numéro d'urgence 15. Le patient lui-même et son entourage sont en première ligne pour détecter précocement les situations à risque, ce qui souligne l'importance de formations aux premiers secours centrées sur la reconnaissance des signes d'alerte et sur la communication efficace avec les services de régulation : qui appeler, dans quelles situations, comment coopérer au mieux avec les interlocuteurs, que faire et ne pas faire en attendant les secours.
De plus en plus de personnes utilisent les urgences de l'hôpital comme un cabinet médical ouvert vingt-quatre heures sur vingt-quatre/sept jours sur sept ; elles « consomment » de l'urgence. Ce type de comportement nuit à l'efficacité du système, les « vraies » urgences risquent d'être prises en charge avec retard en raison de l'encombrement du système, et la fatigue des personnels générée par cette surcharge de travail est nuisible à la qualité des soins.
En revanche, il ne faut pas non plus négliger l'importance d'avoir un avis médical dans certaines situations (cf. ci-dessus). Par ailleurs, les indigents peuvent bénéficier en France de la couverture maladie universelle (CMU) qui leur permet d'avoir des soins gratuits sans avance de frais, y compris dans des cabinets libéraux.

## Prise en charge de personnes radiocontaminées ou irradiées
Dans le contexte d'un accident nucléaire, d'une guerre, d'un accident de radiothérapie, de transport de matières radioactives, d'un accident de laboratoire, de l'utilisation d'une bombe sale ou d'un attentat (terrorisme nucléaire), la tâche des équipes d’intervention (médicales ou non) peut être considérablement compliquée par la radioactivité, la toxicité chimique de certains radionucléides et la spécificité des lésions radioinduites. Ces équipes doivent s’organisent avec l'aide du SAMU autour de deux dispositifs complémentaires : ORSEC et ORSAN (Organisation de la Réponse du Système de Santé en situations sanitaires exceptionnelles) doivent avoir de solides notions pour la meilleure prise en charge de ces personnes ; prise en charge qui doit respecter les standards de la médecine d’urgence habituelle (tant en milieu pré-hospitalier qu'hospitalier), mais aussi prendre en compte le type de radiocontamination ou d'irradiation (externe et/ou interne), par ingestion, inhalation ou blessure, nécessitant ou non une décontamination (retrait des vêtements et lavage de la peau), etc.. « La prise en charge des urgences vitales prime sur la décontamination », ce qui impliquera, « le cas échéant, les mesures nécessaires pour assurer la protection des établissements de santé en les préservant d’un transfert de contamination et permettre ainsi d’assurer leur continuité d’activité », dans un contexte éventuel de fonctionnement en « mode dégradé ».
En France, pays le plus nucléarisé d'Europe, et doté d'une marine nationale qui est la seule marine en France (et la seule en Europe depuis le Brexit) à mettre en œuvre des réacteurs nucléaires (12) et des armes nucléaires. il existe des formations diplômantes spécifiques (ex : unité d’enseignement NR du Master NRBC-E), et le Service de santé des armées (SSA) s'est doté d'une unité spécialisée (Centre de traitement des blessés radiocontaminés ou CTBRC), à l’îlot Percy de Clamart, concentrant de nombreux services spécialisés dans la prise en charge des blessés radiocontaminés ou irradiés (Services de chirurgie plastique, de traitement des brûlés, d'Hématologie, Service de protection radiologique des armées (SPRA) ; Centre de transfusion sanguine des armées (CTSA) ; Département soutien médico-chirurgical des forces de l’Institut de recherche biomédicale des armées (IRBA).

## Médecine d'urgence selon les pays

### Médecine d'urgence en France
La France subit peu de catastrophes, mais des équipes médicales sont formées pour intervenir dans d'autres pays (par exemple les unités d'instruction et d'intervention de la sécurité civile dans les tremblements de terre), mais aussi pour faire face, si possible, aux situations de catastrophe sur son propre territoire (écroulement de la tribune du stade de Furiani, accident de train à la Gare de Lyon, explosion de l'usine AZF de Grande-Paroisse à Toulouse).

#### Organisation
En France, le Samu se compose dans chaque département d'un centre 15 (CRRA, centre de réception et de régulation des appels) et de plusieurs Smur (service mobile d'urgence et de réanimation) permettant l'envoi d'une équipe de réanimation à bord d'une UMH (Unité mobile hospitalière).
Cependant, la réponse du centre 15 n'est pas univoque et, à l'issue du dialogue entre l'appelant et le médecin régulateur, la décision peut aller du simple conseil téléphonique à l'envoi d'un SMUR par hélicoptère.
Les divers effecteurs possibles sont :
- Le médecin traitant (ou un médecin de garde) ;
- SOS Médecins dans les grandes agglomérations ;
- Urgences Médicales de Paris dans Paris[4] ;
- Un infirmier ou/et un médecin sapeur-pompier ;
- Une ambulance privée ;
- Une ambulance des pompiers (VSAV) ;
- Une ambulance de secouristes d'associations agréées de sécurité civile (ex: Croix-rouge, Protection Civile, Ordre de Malte, etc.) (VPSP) ;
- Une équipe SMUR (voiture, ambulance de réanimation, hélicoptère) ;
- Une maison médicale de garde vers laquelle est adressé le patient.

Si les situations restent encore variables d'un département à l'autre, la tendance actuelle[Quand ?] en France est que tout appel en dehors des heures et jours ouvrables passe par le centre 15, y compris pour avoir le médecin de garde, ou lorsque ce dernier souhaite obtenir une ambulance. Certains standards d'associations de permanence de soins (SOS médecins) sont habilités à recevoir directement des appels, sous réserve d'une interconnexion avec le Centre 15 (ligne téléphonique directe).
Dans le cas d'un appel au 18 (pompiers), l'opérateur qui n'est pas médecin peut décider de l'envoi d'un VSAV en prompt secours, si la situation lui semble grave, puis doit en informer aussitôt le centre 15. Dans le cas d'un appel ne semblant pas urgent, il transfère directement l'appel au centre 15.
SOS Médecins est un réseau de 70 associations d'urgentistes libéraux, réparties sur l'ensemble du territoire français, et représentées par un échelon fédéral : SOS Médecins France. Ces associations fonctionnent 24h/24 en étroite collaboration avec le Samu dont elles sont l'un des principaux effecteurs. Elles possèdent leur propre standard accessible par un numéro national unique (36.24), et sont interconnectées avec le centre 15 par le biais d'une ligne téléphonique directe.
Dans certains départements, comme en nord Seine-et-Marne, SOS Médecins propose aux patients de se rendre en consultation ouverte pendant les heures de permanence de soins.
Mais rien n'empêche un patient de court-circuiter le système pré-hospitalier pour se rendre dans les services des urgences des hôpitaux ou des cliniques privées, qui reçoivent donc les personnes se présentant spontanément, ainsi que les personnes amenées par les services de secours ci-dessus.
La médecine d'urgence assure le lien entre l'extérieur de l'hôpital et les autres services de l'hôpital (chirurgie, radiologie, pneumologie, cardiologie, neurologie…), mais aussi le lien entre ces services, pour les situations de détresse inopinées et soudaines.

#### Formations

##### Une formation initiale en mutation
Jusqu'en 2004, la spécialité « médecine d'urgence » n'existait pas en France. Les urgentistes (parfois appelés « oxyologues ») étaient des médecins issus d'horizons divers, (essentiellement généralistes de formation), ayant complété leur cursus par un enseignement optionnel de 2 ans : la Capacité de médecine d'urgence, et parfois d'une Capacité de médecine de catastrophe. Depuis la rentrée universitaire 2004/2005, la France a instauré un diplôme d'études spécialisées complémentaires (DESC) de Médecine d'urgence de 2 ans. Contrairement à la capacité, suivie par des médecins en formation continue, le DESC est un prolongement de l'internat (3e cycle spécialisé de médecine), et est donc suivi par des internes en formation initiale. Le grand apport de cette nouvelle formation est d'homogénéiser le niveau initial des urgentistes en début de carrière, et de permettre une reconnaissance au niveau européen de la spécialité (que seuls les Britanniques et Irlandais possèdent actuellement au sein de la CEE). À la suite d'un arrêté publié au journal officiel de la république française le 4 décembre 2015, la médecine d'urgence est reconnue comme spécialité à part entière au même titre que les autres disciplines médicales. Dès la rentrée universitaire 2017, l'enseignement de la médecine d'urgence se fait en troisième cycle lors d'un internat de médecine d'urgence entrant dans le cadre d'un diplôme d'études spécialisées de médecine d'urgence.

##### Une formation continue riche
Les médecins urgentistes disposent d'un vaste choix de formations complémentaires dans le domaine de l'urgence : Diplôme d'université d'1 à 2 ans, stages et séminaires de quelques jours à quelques semaines, congrès... Ces formations peuvent porter sur une technique (échographie…), une pathologie (le polytraumatisme, la pédiatrie...) ou tout autre aspect de la médecine d'urgence. Ils sont optionnels… mais la formation continue est un devoir professionnel.

##### Les capacités
La capacité à la médecine d'urgence (CAMU) a pour but d'affirmer la formation des médecins dans l'optique des urgences hospitalières et pré-hospitalières. Elle est souvent assurée au sein des Samu (CESU). Elle se déroule sur deux ans, avec un recrutement préalable sur examen probatoire. Elle s'organise autour de cours théoriques et de stages obligatoires (urgences, réanimation, Samu/smur). Elle se valide par des stages et des examens écrits (avec des notes éliminatoires). Elle est devenue au fil du temps quasi obligatoire pour travailler aux urgences et au smur. Sa reconnaissance fait que la filière des urgences est devenue une vraie spécialité. La CAMU a quasiment disparu pour être remplacée, dans un premier temps, par le DESC (Diplôme d’Etudes Spécialisées Complémentaires) de Médecine d'Urgence, puis en 2017 par le DES (diplôme d’études spécialisées) de médecine d’urgence qui a fait presque disparaître les deux autres formations. Certains critiquent ce DES car les ponts entre médecine générale et médecine d'urgence se sont alors rigidifiés dans les deux sens. En effet, un médecin urgentiste ne pourra plus s'orienter vers la médecine générale aussi facilement qu'avant et vice-versa : un médecin généraliste ne pourra plus accéder à la médecine d'urgence aussi facilement du fait que la CAMU a quasiment disparu. En revanche, la capacité de médecine de catastrophe est maintenue.
La Médecine de catastrophe (Cata) est une formation qui a pour but d'acquérir des notions d'attitudes pratiques en cas de catastrophe, ce qui n'est pas le cadre classique de l'intervention du médecin urgentiste. Elle s'adresse aux praticiens urgentistes français et étrangers désirant se former. Elle se déroule sur une année (cours théoriques, retour d'expérience, ...) et est validée par un examen écrit mais aussi par une « manœuvre », où le praticien est mis en situation de catastrophe et est évalué. La formation tente de préparer les praticiens potentiellement exposés à une situation où les moyens sont insuffisants. Une organisation, une stratégie médicale, une logistique et un raisonnement spécifique sont nécessaires pour gérer « au mieux » une situation de catastrophe. La catastrophe étant par définition souvent imprévisible, la Cata fait prendre conscience aux praticiens des objectifs prioritaires à atteindre, et apprend à s'adapter à la situation. C'est une formation évolutive qui s'enrichit de l'expérience de chaque événement catastrophique.
En dehors de l'ATMU, il n'y a pas de formation spécifique pour les infirmiers, mais la spécialité d'infirmier anesthésiste (IADE) est fort appréciée.

### Médecine d'urgence en Belgique
Les médecins ont deux niveaux de compétences en médecine d'urgence, toutes deux sous la forme d'un troisième cycle complet. Il existe aussi un certificat de compétence général et de multiples formations spécifiques à un domaine de l'urgence.
- La spécialité de Médecine aiguë est une formation de trois ans comportant de la médecine interne, de la pédiatrie, des soins intensifs et bien sûr des urgences générales.
- La spécialité de Médecine d'urgence ajoute trois années supplémentaires à la précédente, composées de diverses matières tels les soins intensifs, la gynécologie, la psychiatrie d'urgence et d'autres, en fonction des centres d'intérêt particuliers du futur urgentiste.
- Les anciens certificats de compétence, destinés à apporter une formation complémentaire en médecine d'urgence pour les autres spécialistes (internistes, chirurgiens, pédiatres, anesthésistes, généralistes) existent encore, par une formation essentiellement pratique de 1 à 2 ans en service d'urgences. Ils permettent de pallier l'actuel manque d'urgentistes, cette formation étant récente, sans pour autant mettre dans les gardes des médecins mal préparés à recevoir les patients.

Les infirmiers peuvent suivre une spécialisation d'une année en soins intensifs et aide médicale d'urgence (SIAMU).
Des formations spécifiques existent qui ne sont pas uniquement destinées aux médecins. Elles sont souvent accessibles aux infirmiers, ambulanciers, médecins non urgentistes souhaitant acquérir une compétence particulière. Citons entre autres les formations de l'ERC, avec les cours Basic, Immediate et Advanced Life Support, ou encore les ARAMU (Ateliers de réanimation avancée et de médecine d'urgence) organisés par l'IFCSM et bien d'autres.

### En Amérique du Nord (États-Unis et Canada)
Les secouristes paramédicaux (paramedics) peuvent passer le PHTLS (Pre-Hospital Trauma Life Support) en plus de leur formation (BLS-Basic Life Support, BTLS-Basic Trauma Life Support, ALS-Advanced Life Support (appelé Soins pré-hospitaliers avancés de maintien des fonctions vitales, SAMFV, au Canada), ACLS-Advanced Cardiac Life Support). Le PHTLS est aussi dispensé dans d'autres pays, notamment en France, mais il n'y a pas nécessairement une reconnaissance juridique. Le PHTLS est essentiellement basé sur la notion de période d'or : savoir reconnaître une situation nécessitant une intervention chirurgicale dans les délais les plus brefs et organiser l'évacuation de la victime et avec le minimum de gestes indispensables (scoop and run). Au Canada, les urgentistes sont nommés urgentologues.

### En Haïti
Le tremblement de terre de 2010 a obligé les médecins survivants à s'organiser malgré les énormes dégâts aux structures hospitalières (le 20 janvier, une vingtaine d'hôpitaux ou de cliniques ont recommencé à fonctionner, les autres étant détruits ou très endommagés).
« Nous avons mis en place une stratégie avec trois niveaux d'intervention, explique le Dr Suréna. Le premier consiste à aller trouver les gens directement là où ils sont, dans la rue ou chez eux. […] S'ils ont besoin d'être orientés, on essaie, autant que possible, de les adresser vers des points fixes, des centres de soins ou des centres improvisés comme des maisons ou des écoles, dans lesquels des points de secours ont été mis en place. Les hôpitaux représentent le dernier niveau d'intervention. […] »

## En haute mer
La médecine d'urgence est pratiquée à bord des navires en haute mer pour assurer les soins d’urgence et sous le contrôle du centre de consultation médicale maritime (CCMM) pour dispenser des soins médicaux de manière à sauvegarder la vie à bord des navires en mer dans leur situation d’isolement en attendant une évacuation vers une structure médicalisée ou l’intervention d’un médecin. Exemple d'un brevet de capitaine de yacht  permettant d'assurer la responsabilité des soins médicaux à bord du navire.

## Aéronautique
La médecine d'urgence est pratiquée à bord des avions moyens courriers et longs courriers au-dessus des océans et des parties désertiques[réf. souhaitée].

## Citations
« La façon de gagner du temps, ce n'est pas d'accélérer, mais d'être systématique. » (Dr Léon Dontigny)
« Good trauma care depends on getting the right patient to the right place at the right time » (les « trois R » du Dr Donald Dean Trunkey)
« Les soins adaptés aux traumatismes consistent essentiellement à amener le bon patient au bon endroit et au bon moment. »
« Trauma is treated with diesel first. » (proverbe paramedic)
« Le traumatisme est d'abord traité avec du carburant. » (relatif aux délais d'intervention et de transport.)
« On relève un blessé, on transporte un agonisant, on hospitalise un mort. » (proverbe urgentiste, relatif à la nécessité de stabiliser la victime avant le transport.)